# 中国人民解放军07式军服
中国人民解放军07式军服是现行中国人民解放军军服。这是中国人民解放军历史上最全面、最系统的一次军服改革。07式军服中：陆军军服颜色调整为松枝绿，海军军服调整为深藏青色和白色，空军军服在蓝灰色基础上作了适当加深，火箭军军服颜色为墨绿色和卡其色。并第一次大规模地在全军军官常服上使用军种胸标、姓名牌和级别资历章，能够更加准确表达着装人的身份和级别。海军方面，首次袖章军衔的海军蓝制服。
帽徽为桃形，图案为松枝叶、天安门、齿轮、麦穗环绕“八一”军徽。

## 服装

### 作训服及作训大衣
作训服是指作战和训练中使用的服装，民间习惯称其为迷彩服，现在列装的作训服为07式作训服，分为冬、夏两季。
夏作训服主要分为07式通用迷彩作训服、07式林地迷彩作训服、07式荒漠迷彩作训服、07式海洋迷彩作训服、07式天空迷彩作训服、07式城市迷彩作训服和07式藏青色作训服，冬作训服主要有荒漠迷彩、海洋迷彩和藏青色。
夏作训服中，通用迷彩配发陆、空军广大部队，林地迷彩多配发火箭军部队，荒漠迷彩配发部分陆军部队，海洋迷彩配发海军陆战队和岸防部队，天空迷彩配发空军部分空勤地面人员，城市迷彩配发至空降兵，藏青色配发海军海勤部队。
冬作训服中，荒漠迷彩配发广大陆、空军部队，海洋迷彩仅海军陆战队使用，藏青色为其他海军部队装备
作训大衣为荒漠迷彩、海洋迷彩和藏青色三种，荒漠迷彩配发广大陆、空军部队，海洋迷彩仅海军陆战队使用，藏青色为其他海军部队装备。
2022年起，换发21式作训服。

### 常服
常服一般在教育、会议、机关办公的场合使用，按季节分为夏常服、春秋常服和冬常服，而陆海空三军常服颜色又有不同。
夏常服，分长袖、短袖两种，用于不同天气，束腰衬衣式样。

### 体能训练服
体能训练服只在体能训练或文体活动中使用，上身为灰色T恤，下身为藏蓝色短裤。

### 礼服
礼服分为军官礼服、礼兵哨礼服、仪仗队礼宾服、军乐团礼宾服和文工团礼服。

## 徽章

### 军衔符号
军衔有两种，一种是肩章，另一种是领章。
肩章分为套式肩章、礼服硬肩章、常服硬肩章，分别佩戴于绒衣（作训大衣）、礼服、常服。
领章军衔佩戴于作训服。

### 胸标
现行为15式胸标，2016年起配发全军，共8种。每种胸标分为金属胸标、软胸标两类，金属胸标佩戴在礼服及春秋、冬常服上，软胸标佩戴在夏常服和作训服上，材料、工艺和07式金属胸标、软胸标相同，佩戴的服装类型也完全一致。2017年又增加1种。
1. 中央军委机关胸标：长方形底板左右两侧边的上下两角为圆弧形，底板为金黄色；底板下托银色橄榄枝。底板中间为盾牌，其上方为长城垛口，盾牌底色自左至由分别为藏青色、红色、天蓝色，盾牌内中央为红黄双色“八一”五星军徽。“八一”五星军徽加盾牌中间红底色，象征中国人民解放军是中国共产党绝对领导下的人民军队，底板中间的松枝绿色和盾牌内的藏青色、天蓝色底色分别象征陆地、海洋和天空，寓意中国人民解放军具备全天候、全区域作战能力，是维护国家主权和领土安全的钢铁长城[2]。
2. 中央军委机关直属单位胸标：与中央军委机关胸标样式基本相同。不同之处一是盾牌内采用银色五星，五星尺寸比中央军委机关胸标的“八一”五星小；二是长方形底板左右两侧边的上下两角为直角形，底板及底板下托的橄榄枝为银色[2]。
3. 战区胸标：在中央军委机关直属单位胸标基础上，盾牌内红、藏青、天蓝底色改成一种松枝绿色，盾牌中间的战区标志与战区臂章主标志的设计元素一致[2]。
4. 战略支援部队胸标：在中央军委机关直属单位胸标基础上，盾牌内为五星和航天标志、卫星轨迹组合标志。盾牌的红色底色加五星象征中国共产党对军队的绝对领导，底板中间的松枝绿色和盾牌的藏青色、天蓝色底色分别象征陆地、海洋和天空，寓意战略支援部队具备全方位作战支援能力[2]。
5. 陆军胸标：设计元素反映现代新型陆军的机械化作战装备、陆航元素等。履带、机翼抽象而成“V”字形底托，底托中间镶嵌银色五星，五星下方为车轮（齿轮）、枪炮口、“十”字形瞄准线抽象而成的圆形图案，两侧配橄榄枝，“V”字两条边以装甲履带抽象而成，并且分别向外延伸形成机翼象形图形。履带、机翼象征现代陆军三大主力装备：火炮、坦克、直升机；车轮（齿轮）、枪炮口、“十”字形瞄准线组合标志象征机械化装备和精准打击，体现现代陆军“全域机动、立体作战”的特点，寓意“精确打击、百战百胜”[2]。
6. 海军胸标：与07式海军胸标一致[2]。
7. 空军胸标：与07式空军胸标一致[2]。
8. 火箭军胸标：设计元素由五星、导弹、象征胜利的“V”字底托、祥云状火焰（象征导弹发射时推进剂燃烧形成的气体）和橄榄枝组成。五星、导弹居中，导弹呈发射状态，“V”字底托向上、向外延伸成祥云状火焰，火焰底色深红色。寓意火箭军是维护国家主权和领土安全的“威慑核心、战略支撑、安全基石”[2]。
9. 联勤保障部队胸标：2017年8月1日起，联勤保障部队统一佩戴。图案由军徽、五星、长城垛口和托举的双手构成，寓意联勤保障部队的地位作用和使命任务[3]。

### 姓名牌
用于标示佩戴人姓名，上面为汉字，下面是拼音。分软硬两种，硬用于礼服、冬常服、春秋常服，软用于夏常服。只有军官佩戴。佩戴于右胸兜盖上，位于胸标之下。

### 国防服役章
外形为和平鸽与军旗（解放军）或国旗（武警）图案，所有军人均配发但只有士兵和学员佩戴于常服左胸兜上方，在军人退役、转业时允许保留作为纪念。

### 级别资历章
2007年至2023年间用于标示佩戴人在军中的级别以及军龄。一排为连职或者排职，二排为营职，三排为团职，以此类推，最多7排。分为夏常服使用的夏资历章和春秋常服使用的资历章。

### 勋表
2023年1月1日，《军人勋表管理规定》正式施行。根据《规定》，勋表项目共设立“功勋荣誉表彰类、服役经历类、岗位职务层级类、服役年限类”4类32个项目。
略章通常按照岗位职务层级类、功勋荣誉表彰类、服役经历类和服役年限类的顺序，由上至下、由左至右分类排列，3枚一排，最多不超过7排；同类略章按照先战时后平时的顺序排列；同一项目的略章按照高等级至低等级顺序排列。
其中，岗位职务层级类略章，通常排列于第一排的中间位置；功勋荣誉表彰类略章，按照先个人荣誉略章、后集体荣誉略章，先勋章、后奖章、再纪念章、最后其他项目的略章，先战时荣誉略章、后平时荣誉略章，先全军共同略章、后军兵种和武警部队略章的顺序排列；服役经历类略章，按照《规定》第八条明确的14个勋表项目顺序进行排列；服役年限类略章，佩戴2枚军龄略章时，第1枚略章应当为10年、20年、30年、40年、50年略章。
三等功奖章略章不同等级可以同时佩戴，同一等级的不同情形略章可以同时佩戴，多次被授予同一等级且同一情形略章的只佩戴1枚，次数用数字配件标识；嘉奖略章只佩戴1个，多次获得的旁边用数字配件标识。不同情形略章选择1种情形佩戴；表彰荣誉略章只佩戴1个最高级别的，多次获得的旁边用数字配件标识。优秀基层官兵略章只佩戴1个最高级别的，多次获得的旁边用数字配件标识。
军人着礼服、常服、作业服时应当佩戴勋表，着其他军服以及便服时不佩戴勋表。
军士、义务兵和学员佩戴勋表时，不佩戴国防服役章。义务兵不佩戴军龄略章。
佩戴勋表时，可以同时佩戴相应勋章、奖章、纪念章。

### 帽徽

中国人民解放军帽徽（2007式）

帽徽为桃形，图案中有松枝叶、天安门、齿轮、麦穗及八一军徽。

### 臂章
现行为15式臂章，2016年起配发全军，呈盾形，共54种。2017年又增加1种，2024年战略支援部队撤销番号后臂章取消，新增信息支援部队、网络空间部队、军事航天部队、作战试验基地臂章。此外，仪仗队、军乐团、礼仪哨兵佩戴14式礼宾服所配臂章共4种。
中央军委及其办事机构臂章
中央军委及其办事机构臂章共17种，包括“中央军委”臂章以及中央军委设“一厅、六部、三委、三办、一局、一署、一巡视机构”共16个办事机构的臂章，除在每种臂章中标注各办事机构名称外，主标志均采用中国人民解放军军旗。
1. 中央军委
2. 中央军委办公厅
3. 中央军委联合参谋部
4. 中央军委政治工作部
5. 中央军委后勤保障部
6. 中央军委装备发展部
7. 中央军委训练管理部
8. 中央军委国防动员部
9. 中央军委纪律检查委员会
10. 中央军委政法委员会
11. 中央军委科学技术委员会
12. 中央军委改革和编制办公室
13. 中央军委战略规划办公室
14. 中央军委国际军事合作办公室
15. 中央军委机关事务管理总局
16. 中央军委巡视机构
17. 中央军委审计署

中华人民共和国国防部臂章
中华人民共和国国防部臂章1种，主要采用中华人民共和国国旗，体现国防部面向全国、面向国际社会的职能特点。
1. 中华人民共和国国防部

中央军委办事机构直属单位臂章
中央军委机关直属单位臂章共15种。中央军委机关直属单位受相应的中央军委办事机构领导，臂章主标志采用红黄双色“八一”五星军徽，臂章中标注的“××直属单位”并非指某个单位，而是同类直属单位的统称。佩带同一种“××直属单位”臂章的官兵可能来自不同单位。
1. 中央军委办公厅直属单位
2. 联合参谋部直属单位
3. 政治工作部直属单位
4. 后勤保障部直属单位
5. 装备发展部直属单位
6. 训练管理部直属单位
7. 国防动员单位
8. 纪律检查委员会直属单位
9. 政法委员会直属单位
10. 科学技术委员会直属单位
11. 改革和编制办公室直属单位
12. 战略规划办公室直属单位
13. 国际军事合作办公室直属单位
14. 机关事务管理总局直属单位
15. 审计署直属单位

中国人民解放军（直属）军事法院、（直属）军事检察院臂章
中国人民解放军（直属）军事法院、（直属）军事检察院臂章共4种。中国人民解放军军事法院、中国人民解放军军事检察院臂章的设计参照中央军委及其办事机构臂章设计，标注“中国人民解放军军事法院”或“中国人民解放军军事检察院”，主标志采用中国人民解放军军旗；中国人民解放军直属军事法院、直属检察院参照中央军委办事机构直属单位臂章设计，标注“中国人民解放军军事法院”或“中国人民解放军军事检察院”，主标志采用红黄双色“八一”五星军徽。
1. 中国人民解放军军事法院
2. 中国人民解放军军事法院
3. 中国人民解放军军事检察院
4. 中国人民解放军军事检察院

中国人民解放军战区臂章
中国人民解放军战区臂章共5种。标注“中国人民解放军××战区”，主标志采用红黄双色“八一”五星军徽加融合铁锚、飞翅、导弹和交叉刀、枪于一体的设计元素组成。刀象征指挥，枪、铁锚、飞翅、导弹分别象征陆军、海军、空军、火箭军，寓意中国人民解放军战区是中央军委领导下对各军种实施联合指挥的机构。
1. 中国人民解放军东部战区
2. 中国人民解放军南部战区
3. 中国人民解放军西部战区
4. 中国人民解放军北部战区
5. 中国人民解放军中部战区

中国人民解放军军种臂章
中国人民解放军军种臂章共4种。陆军臂章标注“中国人民解放军陆军”文字，主标志由两部分组成：上方是红黄双色“八一”五星军徽，下方是陆军新型装备表征物组成的陆军符号。海军臂章标注“中国人民解放军海军”，主标志由两部分组成：上方是红黄双色“八一”五星军徽，下方是铁锚、海浪图案。空军臂章标注“中国人民解放军空军”，主标志由两部分组成：上方是红黄双色“八一”五星军徽，下方是螺旋桨、飞翅图案。火箭军臂章标注“中国人民解放军火箭军”，主标志由两部分组成：上方是红黄双色“八一”五星军徽，下方是导弹图案。
1. 中国人民解放军陆军
2. 中国人民解放军海军
3. 中国人民解放军空军
4. 中国人民解放军火箭军

中国人民解放军战略支援部队臂章
中国人民解放军战略支援部队臂章1种。标注“中国人民解放军战略支援部队”文字，主标志采用红黄双色“八一”五星军徽加航天标志和卫星轨迹设计元素。
1. 中国人民解放军战略支援部队

中国人民解放军驻港、澳部队臂章
中国人民解放军驻港、澳部队臂章共4种。标注“中国人民解放军驻香港部队”或“中国人民解放军驻澳门部队”文字，主标志由三部分组成：上方是红黄双色“八一”五星军徽，中间是陆军、海军或空军军种符号（驻澳门部队只有陆军），下方是香港特别行政区或澳门特别行政区区徽。陆军、海军或空军军种符号与调整改进过的陆军、海军或空军军种符号一致。
1. 中国人民解放军驻香港部队（带有陆军军种符号）
2. 中国人民解放军驻香港部队（带有海军军种符号）
3. 中国人民解放军驻香港部队（带有空军军种符号）
4. 中国人民解放军驻澳门部队（带有陆军军种符号）

中国人民解放军院校臂章
中国人民解放军院校臂章共3种。中国人民解放军国防大学、中国人民解放军军事科学院、中国人民解放军国防科技大学，臂章与中央军委办事机构直属单位臂章的设计基本一致，主标志采用红黄双色“八一”五星军徽。其他军事院校佩戴其归属单位的臂章，如陆军院校佩戴陆军臂章、海军院校佩戴海军臂章、空军院校佩戴空军臂章，等等。
1. 中国人民解放军国防大学
2. 中国人民解放军军事科学院
3. 中国人民解放军国防科技大学

中国人民解放军联勤保障部队臂章
中国人民解放军联勤保障部队臂章1种。2017年8月1日起，联勤保障部队统一佩戴。臂章标注“中国人民解放军联勤保障部队”文字，主标志由两部分组成：上方是红黄双色“八一”五星军徽，下方图案由军徽、五星、长城垛口和托举的双手构成。
1. 中国人民解放军联勤保障部队

中国人民解放军仪仗队礼宾服、军乐团行进演奏服及礼兵哨礼服臂章
中国人民解放军仪仗队礼宾服、军乐团行进演奏服及礼兵哨礼服臂章4种。2014年8月1日起，14式仪仗队、军乐团及礼仪哨兵礼宾服正式启用穿着。仪仗队礼宾服臂章为红色底板，标注“中国人民解放军仪仗队”文字，主标志由两部分组成：上方是红黄双色“八一”五星军徽，下方图案由军刀和仪仗步枪组成，主标志外环绕金色橄榄枝。军乐团礼宾服臂章标注“中国人民解放军军乐团”文字，主标志由两部分组成：上方是红黄双色“八一”五星军徽，下方图案是两只军号。其中，红色行进演奏服所配臂章为黄色底板，主标志外环绕绿色橄榄枝，其他礼宾服所配臂章与仪仗队臂章类似，为红色底板，主标志外环绕金色橄榄枝。礼兵哨礼服臂章与仪仗队臂章类似，为红色底板，标注“中国人民解放军礼兵”文字，主标志由两部分组成：上方是红黄双色“八一”五星军徽，下方图案是两支仪仗步枪，主标志外环绕金色橄榄枝。此臂章多见于中央警卫局礼兵中队、阅兵标兵、国家重大会议卫兵等。
1. 中国人民解放军陆海空三军仪仗队
2. 中国人民解放军军乐团
3. 中国人民解放军军乐团
4. 中央警卫局礼兵中队

中国人民解放军信息支援部队臂章
中国人民解放军网络空间部队臂章
中国人民解放军军事航天部队臂章
中国人民解放军作战试验基地臂章

## 帽子

### 大檐帽/卷檐帽
穿常服时佩戴。男军人着大檐帽，女军人着卷檐帽

### 作训帽
与作训服颜色一致，与作训服配套使用。

### 栽绒帽
根据天气情况适时佩戴。可以搭配除体能训练服之外的所有服装佩戴。

### 防寒面罩
根据天候按需佩戴。

### 贝雷帽
着夏常服时可以佩戴。常见于联合国维和部队。

## 鞋

### 作战靴
黑色，下半部分为皮革，上半部分为混纺质料，由3515及3514工厂生产。

### 冬季防寒靴
下半部分为棕色皮革，上半部分是荒漠迷彩，内部有毛。
由3514工厂生产。

### 作训鞋
现在装备的是07作训鞋，黑色胶底，鞋帮为通用迷彩。

## 照片集

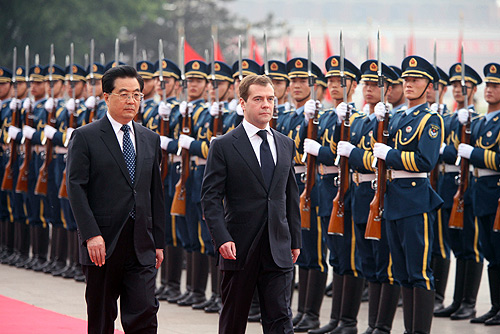
07式儀仗隊禮服
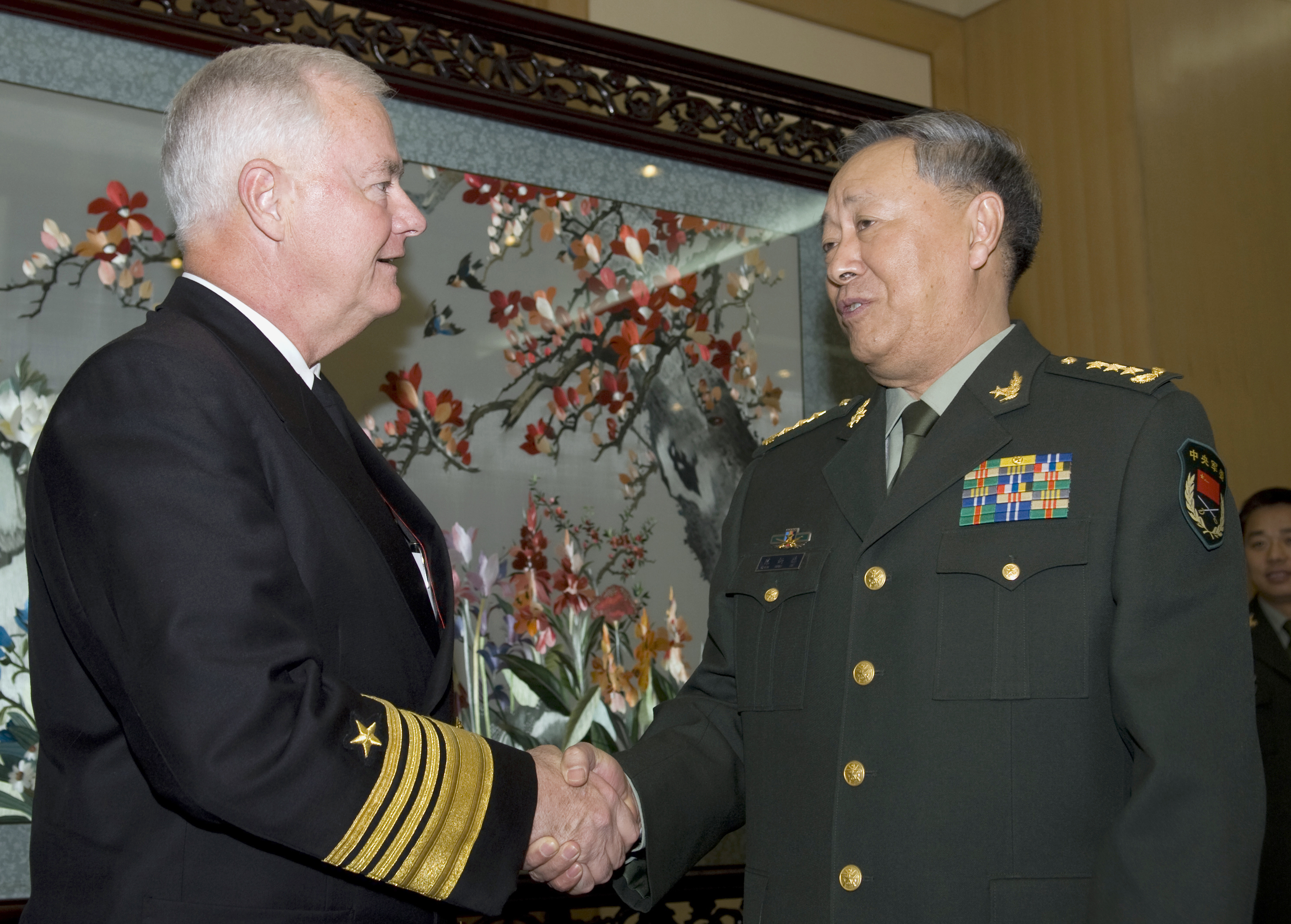
07式陆军将官春秋常服（右），图中人物为陈炳德上将
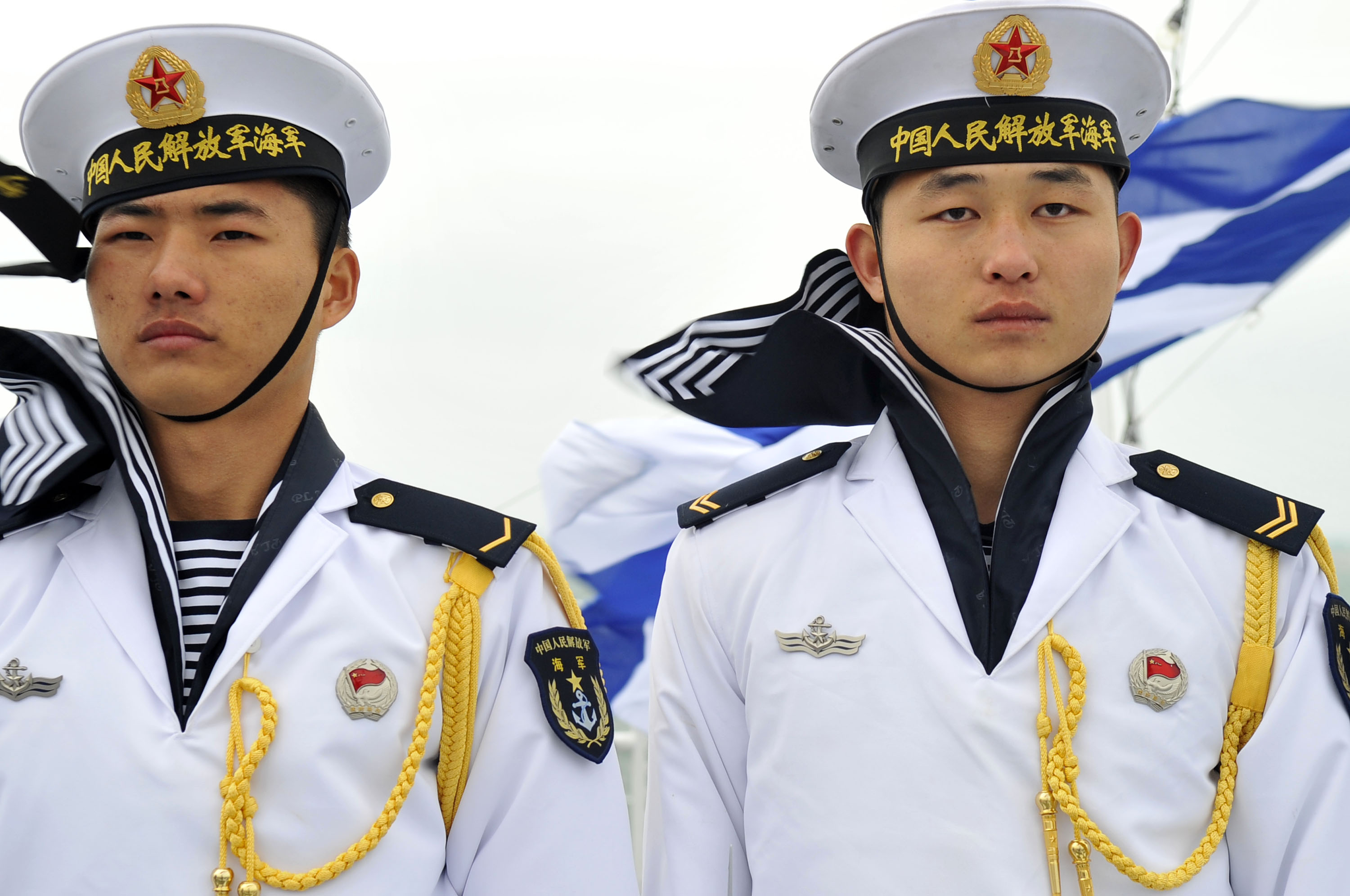
07式海軍水兵夏常服
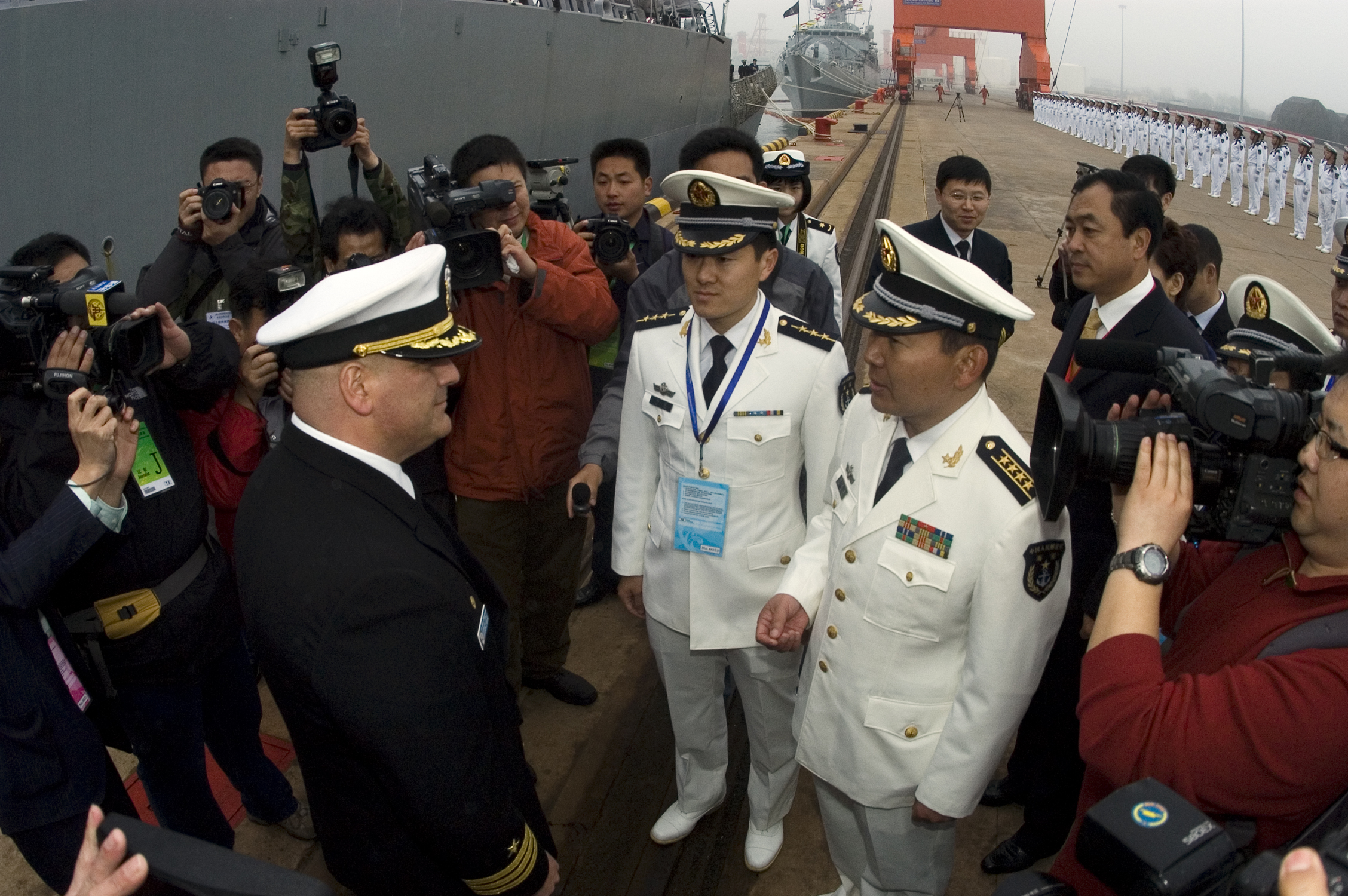
07式海軍軍官春秋常服
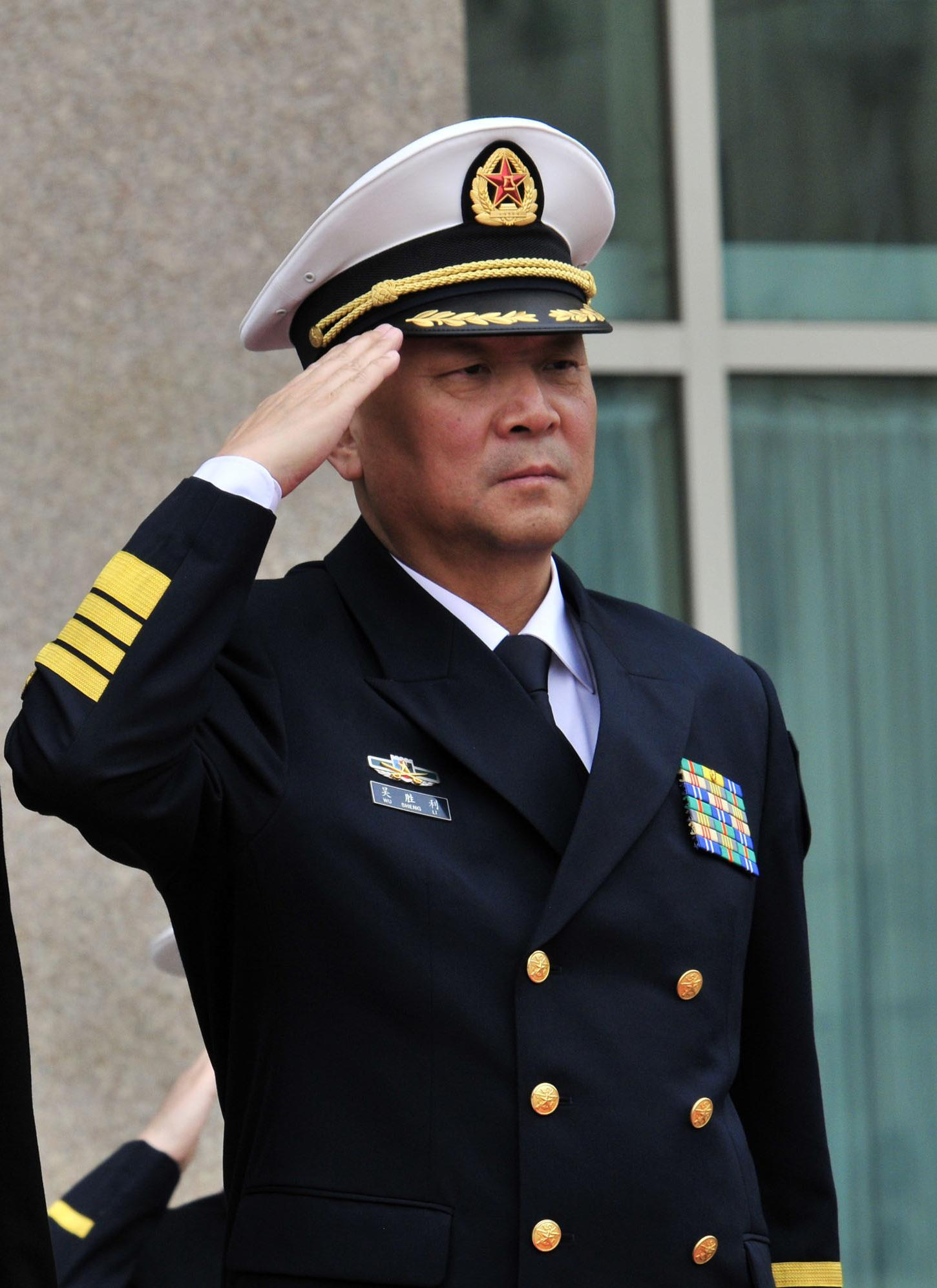
07式海軍軍官冬常服，图中人物为吴胜利海军上将
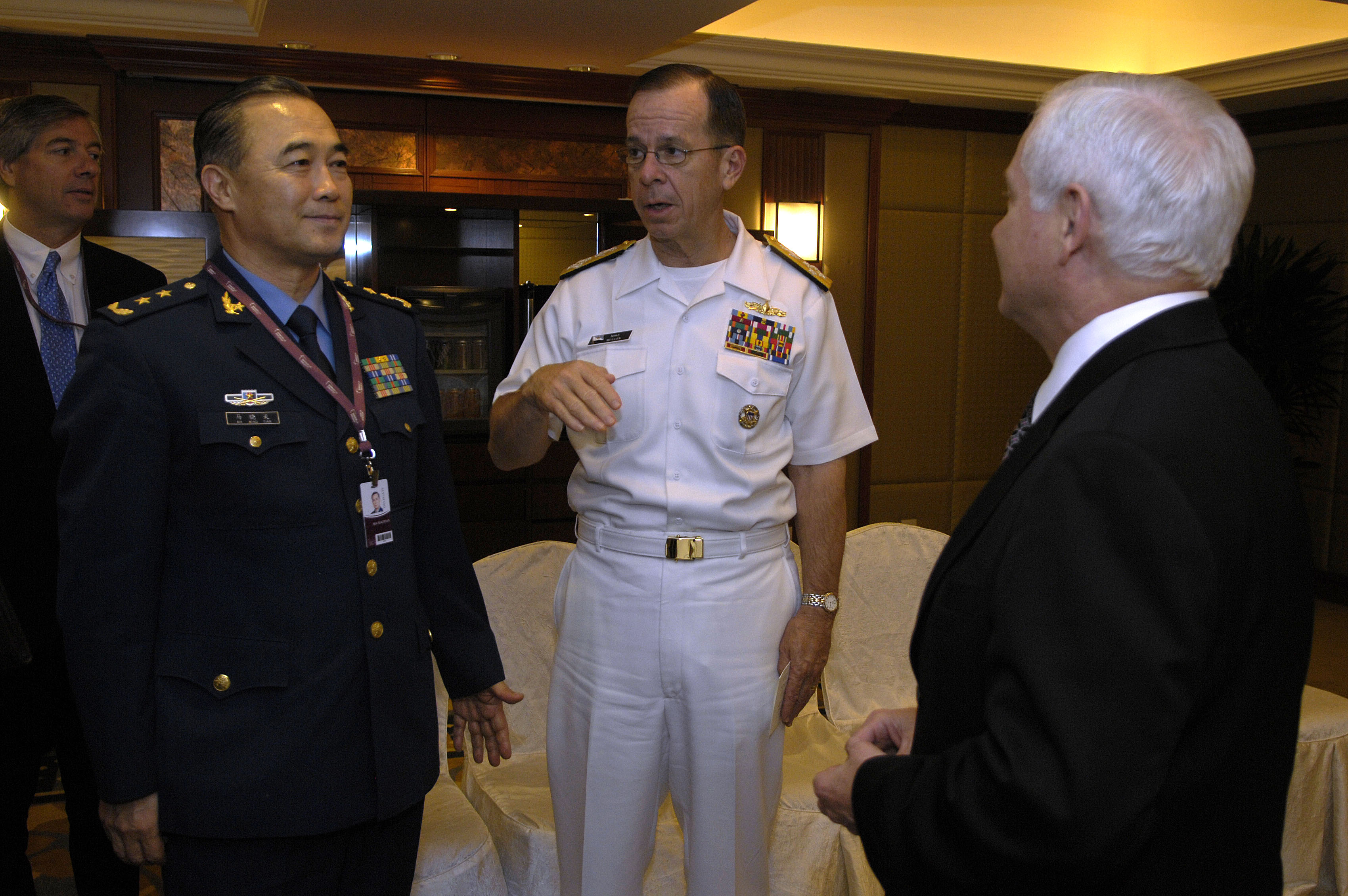
馬曉天空军上将會見美國國防部長羅伯特·蓋茨
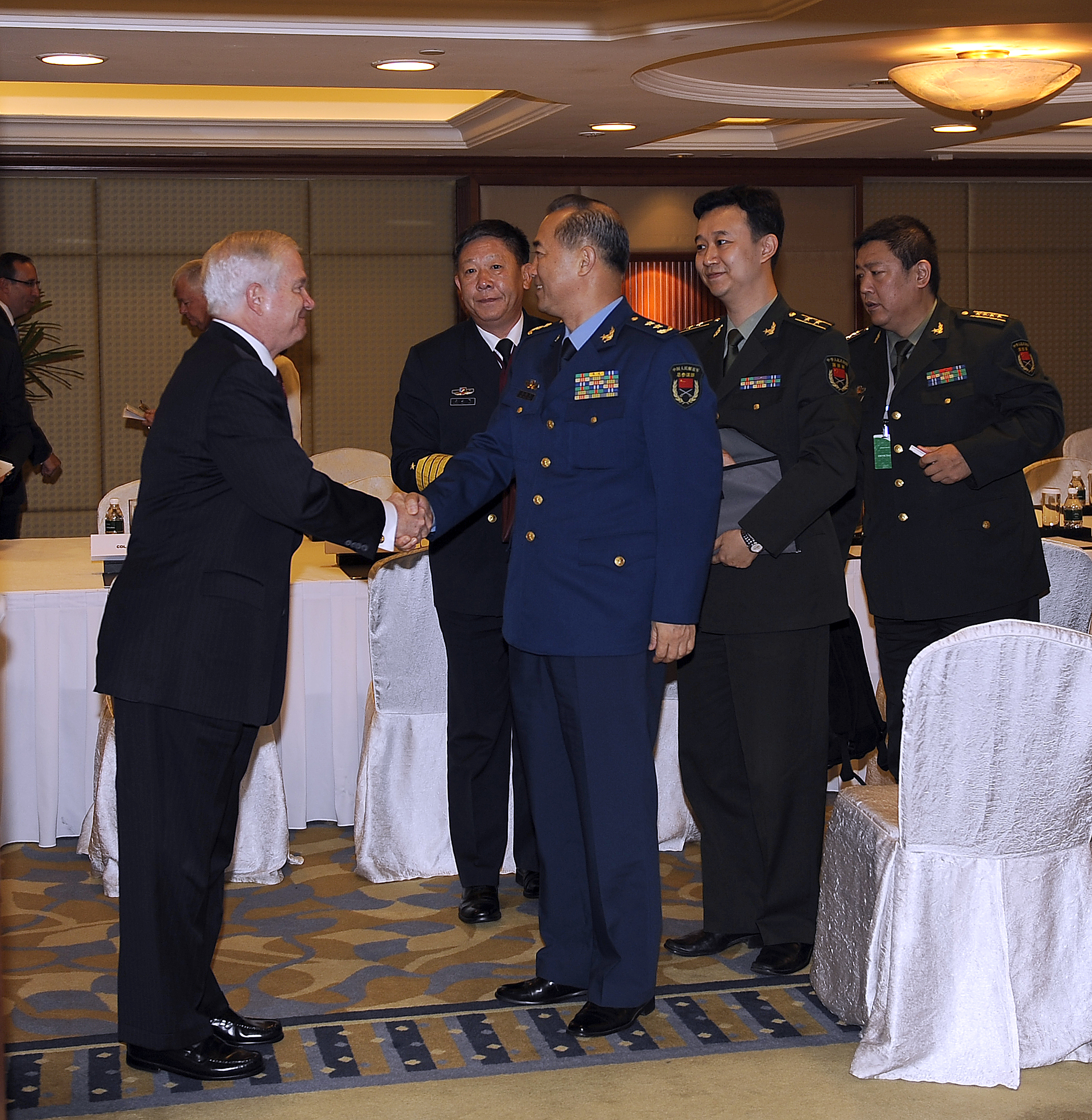
羅伯特·蓋茨在新加坡會見中國代表團
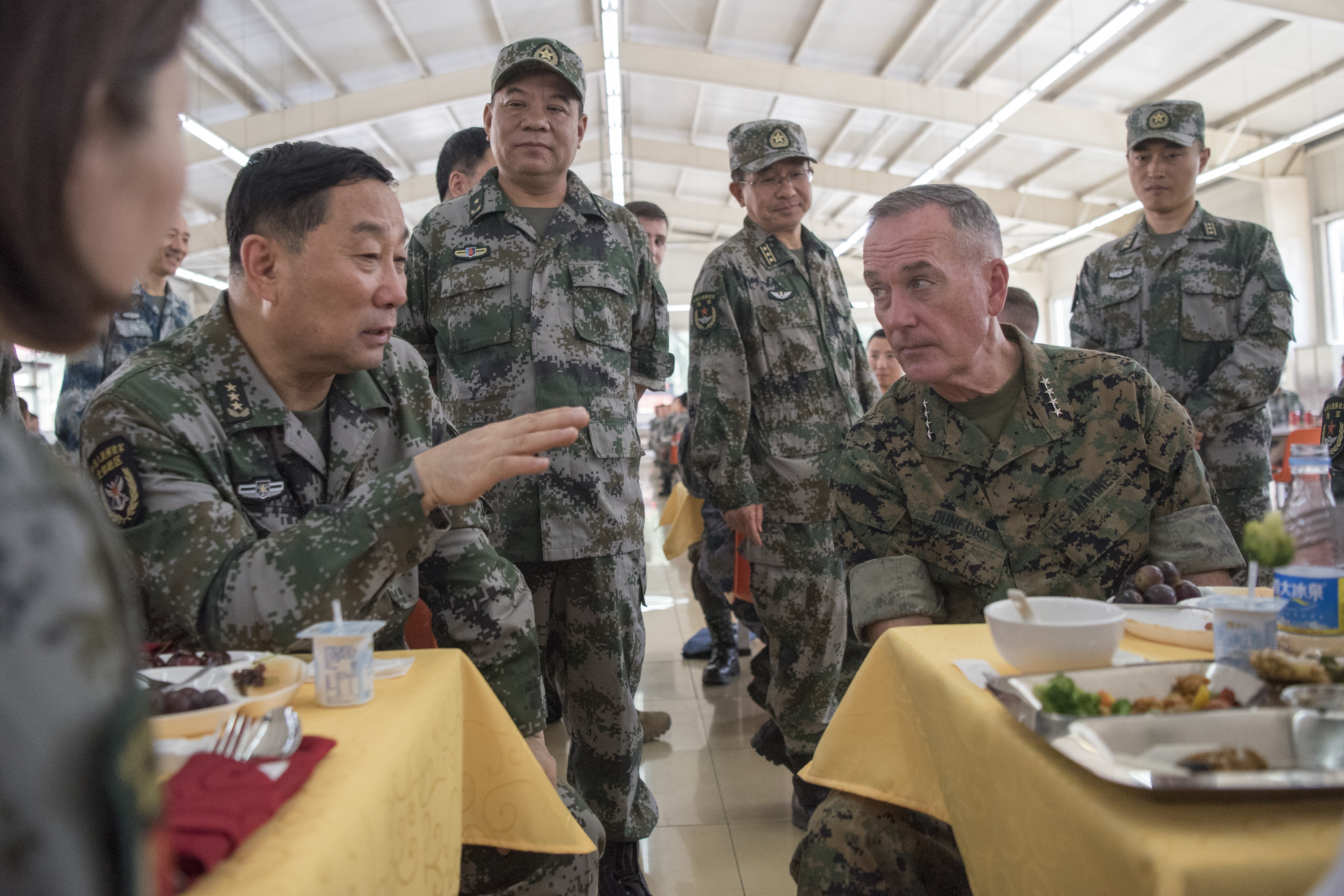
07式通用迷彩作训服，最前方左侧为宋普选上将
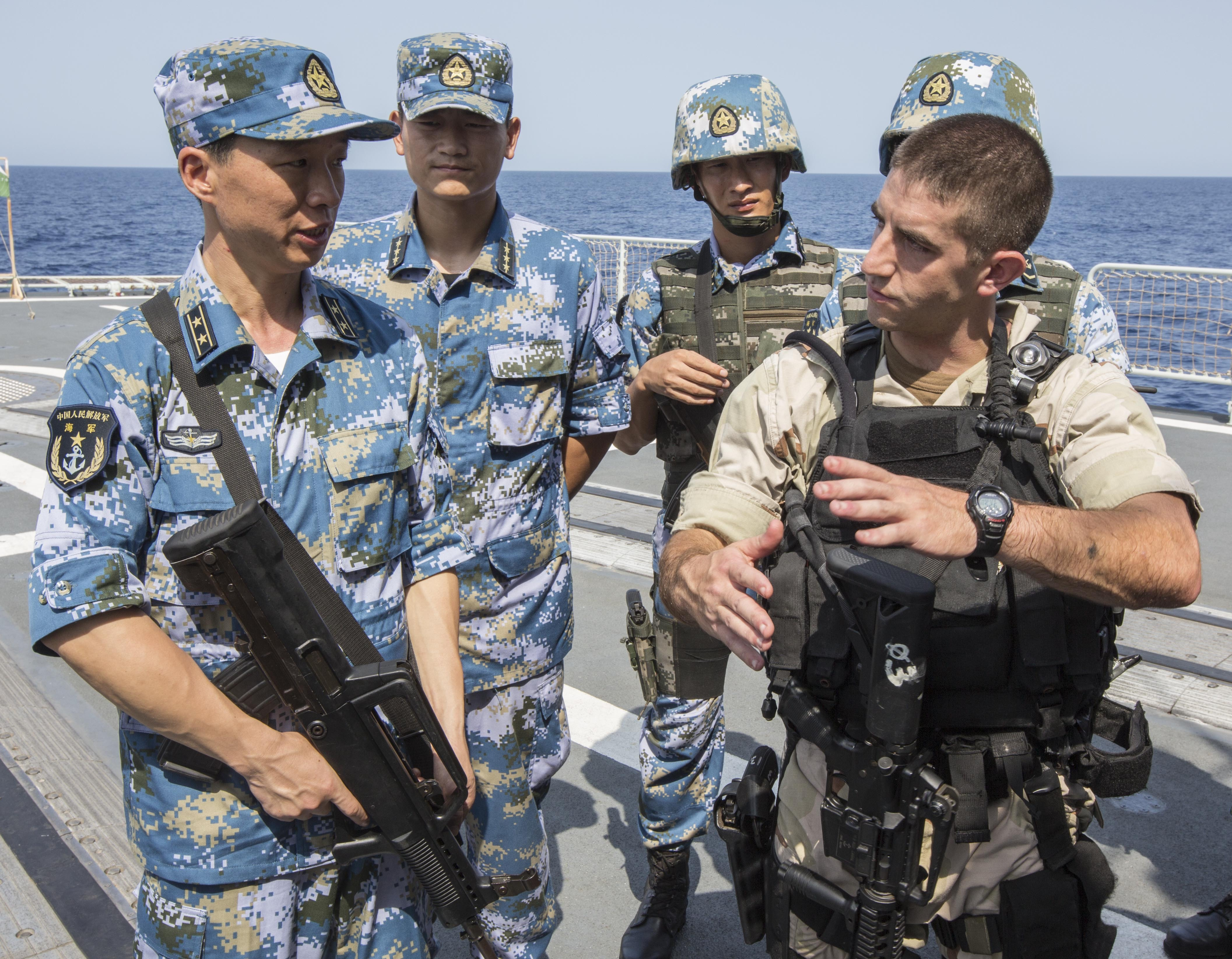
07式海洋迷彩作训服
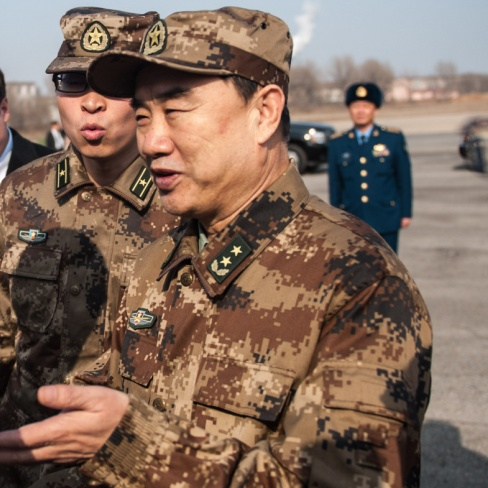
07式荒漠迷彩作训服，图中人物为侯继振中将